# Чёрный медведь (сеть ресторанов)

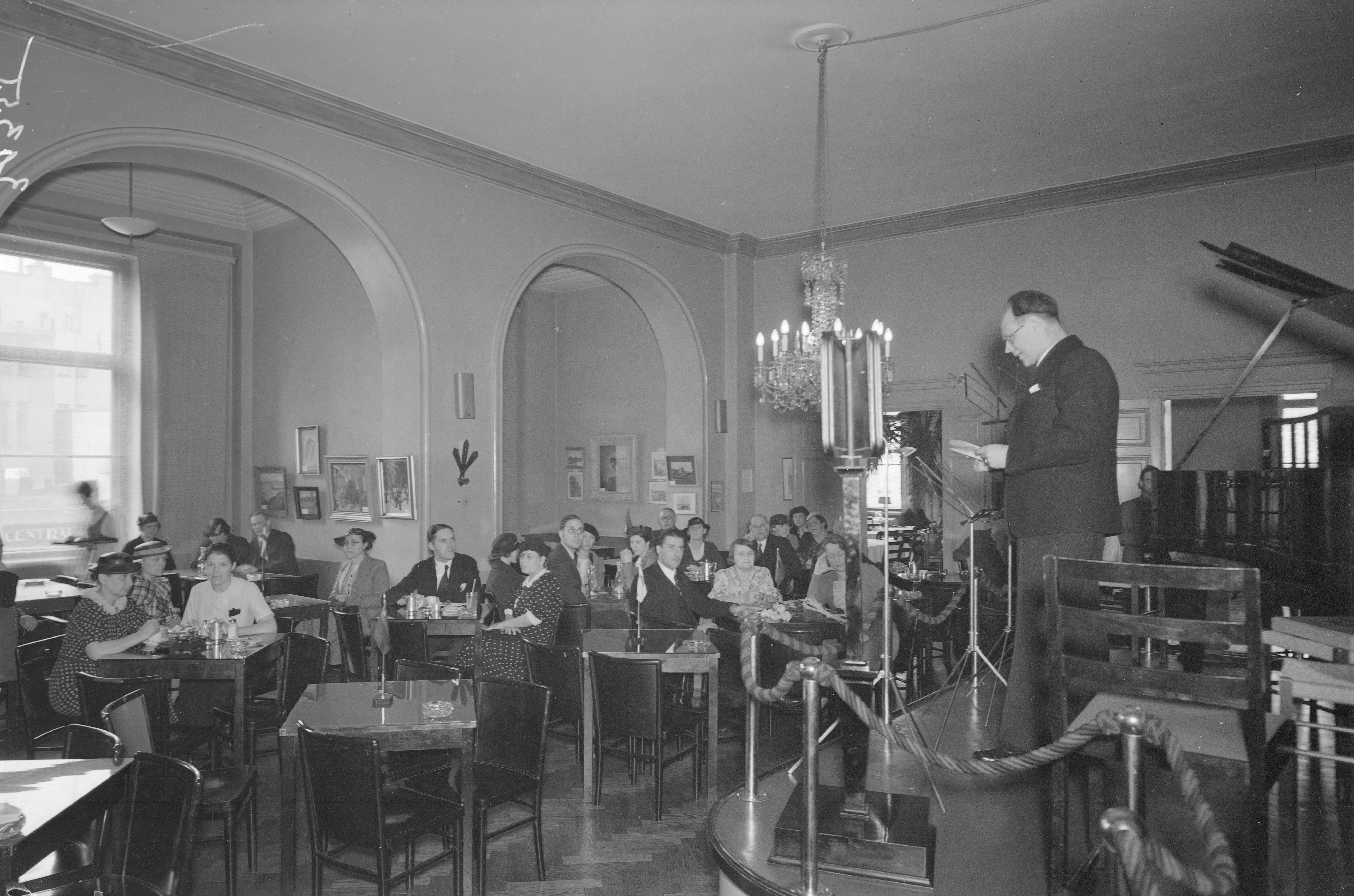

«Чёрный медведь» (фин. Musta Karhu) — финская сеть ресторанов 1930—1940-х годов. Создана ультраправой партией Патриотическое народное движение (IKL). Финансировала IKL, предоставляла помещения для партийных мероприятий. Пропагандировала идеи финского национализма и фенномании специальным подбором кулинарного и музыкального репертуара. Закрыта после Московского перемирия в 1944 году.
После подавления Мянтсяльского мятежа правительство Финляндии запретило Движение Лапуа. На его основе была создана партия Патриотическое народное движение (IKL), перенявшая праворадикальную идеологию, политическую программу и кадровый костяк лапуасцев, но действовавшая в рамках законности. Для обеспечения финансовой базы, организационной поддержки и пропаганды на бытовом уровне была учреждена сеть ресторанов, получившая название Musta Karhu — Чёрный медведь.
Заведения ресторанной сети охватывали разные районы страны, как крупные города (включая Хельсинки и Турку), так и сельские местности. «Чёрный медведь» был известен как партийное заведение. Здесь проводились партийные мероприятия, переговоры, публичные политические собрания. Базировались руководящие органы парторганизаций, предоставлялись рабочие места активистам, в том числе тем, кто имел проблемы с законом — подобно Кости-Пааво Ээролайнену.
Рестораны были открыты для всех посетителей, независимо от партийной принадлежности. В них велась активная праворадикальная националистическая и великофинская агитация. Меню ресторанов подчёркнуто выдерживалось в традициях финской кухни. Ещё большее значение имел подбор музыкального репертуара. Исполнялась финская музыка, произведения композиторов-националистов Арво Лайтинена, братьев Эйно и Вяйнё Райтио, мелодии финно-угорских народов, особенно эстонские и венгерские. В то же время категорически запрещался джаз (отвержение «западной бездуховности»), исключалась музыка шведского (фенноманский национализм) и русского (антисоветизм) происхождения — за исключением Чайковского и Глинки. Не допускались даже песни Георга Мальмстена из-за его шведского происхождения.
Сеть «Чёрный медведь» имела для IKL важное организационное, финансовое и политико-символическое значение. 7 июня 1935 лидер финских ультраправых председатель IKL Вихтори Косола принимал в столичном ресторане делегацию итальянских фашистов, после чего там был водружён бюст Муссолини.
После Московского перемирия в сентябре 1944 IKL была запрещена в числе других «фашистских организаций». Сеть «Чёрный медведь» закрыта как партийная структура. Однако некоторые рестораны сети сохранились под другими названиями. Например, известная точка в Пори продолжала работать под вывеской Sininen Lyhty — Синий фонарь.